# Lasst uns froh und munter sein
Lasst uns froh und munter sein (lett. "Facci essere allegri e vivaci") è un tradizionale canto natalizio tedesco (in particolare per il giorno di San Nicola), composto nel XIX secolo da un autore anonimo.

## Storia
Il brano ebbe origine nel massiccio dello Hunsrück, in Renania-Palatinato, nel corso del XIX secolo. Secondo la musicologa Ingeborg Weber-Kellermann, la seconda e la quarta strofa potrebbero essere state scritte da un insegnante della zona.
Nel Deutsches Musikarchiv, l'archivio musicale tedesco, sono conservati oltre 700 spartiti del brano.

## Testi e melodia
Il testo parla di alcuni bambini che attendono l'arrivo di San Nicola con il suo carico di doni:
| Testo tedesco                       | Traduzione                                |
| ----------------------------------- | ----------------------------------------- |
| Lasst uns froh und munter sein      | Facci essere allegri e vivaci             |
| und uns recht von Herzen freun!     | e gioire davvero di cuore!                |
| Lustig, lustig, traleralera!        | Divertente, divertente, traleralera!      |
| Bald ist Nikolausabend da,          | La vigilia di San Nicola arriverà presto, |
| bald ist Nikolausabend da!          | La vigilia di San Nicola arriverà presto! |
|                                     |                                           |
| Bald ist unsere Schule aus,         | La nostra scuola finirà presto,           |
| dann ziehn wir vergnügt nach Haus.  | poi torneremo a casa felici.              |
| Lustig, lustig,                     | Divertente divertente,                    |
|                                     |                                           |
| Dann stell' ich den Teller auf,     | Poi ho preparato il piatto,               |
| Nik'laus legt gewiß was drauf.      | Nicola ha sicuramente in mente qualcosa.  |
| Lustig, lustig,                     | Divertente divertente,                    |
|                                     |                                           |
| Steht der Teller auf dem Tisch,     | Il piatto è sulla tavola,                 |
| sing' ich nochmals froh und frisch: | Canto ancora con gioia e freschezza:      |
| Lustig, lustig,                     | Divertente divertente,                    |
|                                     |                                           |
| Wenn ich schlaf', dann träume ich,  | Quando dormo, sogno                       |
| jetzt bringt Nik'laus was für mich. | Adesso Nicola porta qualcosa per me.      |
| Lustig, lustig,                     | Divertente, divertente,                   |
|                                     |                                           |
| Wenn ich aufgestanden bin,          | Quando mi sono alzato,                    |
| lauf' ich schnell zum Teller hin.   | Corro veloce al piatto.                   |
| Lustig, lustig,                     | Divertente divertente,                    |
|                                     |                                           |
| Nik'laus ist ein guter Mann,        | Nicola è un brav'uomo                     |
| dem man nicht genug danken kann.    | che non si può ringraziare abbastanza.    |
| Lustig, lustig,                     | Divertente divertente,                    |

## Versioni (lista parziale)
Tra gli artisti che hanno inciso il brano Lasst uns froh und munter sein, figurano (in ordine alfabetico):
- Peter Alexander (nell'album Wunderschöne Weihnachtszeit del 1972) [3]
- Heino (nell'album Deutsche Weihnacht ...und festliche Lieder del 1974)[4]
- Heintje (nell'album Fröhliche Weihnacht überall del 1968)[5]
- Andrea Jürgens (nell'album Weihnachten mit Andrea Jürgens del 1979) [6]
- Jonas Kaufmann (nell'album It's Christmas del 2020) [7]
- James Last (nell'album Christmas Dancing del 1966)[8]
- Roland Neudert (nell'album Fröhliche Weihnachten mit Roland Neudert del 1986)[9]
- Die Schlümpfe (nell'album Frohe Schlumpfen-Weihnacht del 1983) [10]
- Herman van Veen con The Amsterdam Baroque Orchestra (nell'album Klassische Weihnachtslieder del 1980)[11]
- Peter Weck e Thekla Carola Wied (nell'album Weihnachten in der Familie del 1985)[12]
- Kat Wulff (nell'album Weihnachten del 2020)[13]